# جرمی بورنام
جرمی بورنام (انگلیسی: Jeremy Burnham؛ زادهٔ) یک هنرپیشه و فیلم‌نامه‌نویس اهل انگلستان است.
وی بازیگر فیلم‌هایی همچون حادثه یانگ‌تسه، سلام بر غم، قانون و بی‌نظمی و نظام بوده است.